# Пјевеквинта Кјеза (Форли-Чезена)
Пјевеквинта Кјеза (итал. Pievequinta Chiesa) је насеље у Италији у округу Форли-Чезена, региону Емилија-Ромања.
Према процени из 2011. у насељу је живело 58 становника. Насеље се налази на надморској висини од 13 м.